# Aleksander Szeligowski
Aleksander Robert Szeligowski (ur. 24 sierpnia 1934 w Wilnie, zm. 4 maja 1993 w Poznaniu) – polski kompozytor, dyrygent, organista i pedagog. Syn Tadeusza Szeligowskiego.

## Życiorys
Kształcił się w Państwowej Wyższej Szkole Muzycznej w Poznaniu, gdzie studiował kompozycję u swojego ojca (dyplom w 1959) oraz grę na organach u Józefa Pawlaka (dyplom w 1960). W 1962 ukończył dyrygenturę w Państwowej Wyższej Szkole Muzycznej w Warszawie u Stanisława Wisłockiego i Bohdana Wodiczki.
Przez prawie 30 lat (1964–1993) był zatrudniony w poznańskiej PWSM jako wykładowca, prowadził zajęcia z propedeutyki kompozycji, czytania partytur, instrumentacji i improwizacji. W latach 1966–1939 pracował jako asystent dyrygenta w Filharmonii Poznańskiej. Prowadził koncerty symfoniczne w Poznaniu, Lublinie, Wrocławiu i Szczecinie. W latach 1965–1975 współpracował z ośrodkiem Telewizji Polskiej w Poznaniu. Występował też jako organista.
W 1964 został członkiem Związku Kompozytorów Polskich, zasiadał we władzach poznańskiego oddziału tej organizacji.

## Twórczość
Jest autorem licznych kompozycji orkiestrowych, kameralnych, utworów na fortepian i na organy oraz pieśni chóralnych. Skomponował operę dziecięcą Kruszynka (1970) z librettem Krystyny Niżyńskiej. Pisał również muzykę teatralną.

## Wybrane kompozycje
(na podstawie materiałów źródłowych)
- Concerto grosso na orkiestrę smyczkową (1953)
- Cztery aforyzmy na fortepian (1955)
- Sonata na organy nr 1 (1955)
- Scherzo na organy solo (1956)
- Sonata na organy nr 2 (1957)
- Mała suita na dwoje skrzypiec i altówkę (1957)
- Poemat nr 1 na orkiestrę smyczkową (1957)
- Missa brevis [wersja I] na organy solo (1959)
- Cykl triów na organy (1960)
- Lament nad Agadirem. Poemat nr 2 na smyczki i perkusję (1960)
- Wokaliza na sopran i zespół kameralny (1963)
- Concertino na fortepian i orkiestrę (1965)
- Missa brevis [wersja II] na flet i organy (1965)
- Suita di 5 na flet i kwartet smyczkowy (1965)
- Bohaterom Powstania Wielkopolskiego. Poemat nr 3 na orkiestrę smyczkową (1966)
- Scherzo na orkiestrę (1966)
- Six pièces pour flute et orgue (1967)
- Ody mitologiczne na flet i orkiestrę kameralną (1968)
- Koncert potrójny dla jednego wykonawcy na obój, rożek angielski, obój miłosny i smyczki (1969)
- Kruszynka, opera dla dzieci (1970)
- Koncert na fagot i orkiestrę (1970)
- Koncert na flet i orkiestrę (1971)
- Walc koncertowy na fortepian i orkiestrę (1971)
- Koncert na róg i orkiestrę (1973)
- Koncert dziecięcy w dawnym stylu na fortepian i orkiestrę (1973)
- For six na perkusję (1976)
- Kantylena i fugato na 5 akordeonów (1976)
- Suita (dziecięca) na obój i fortepian (1979)
- Album z obrazkami na fortepian (1979)
- Sentencje na 2 fortepiany (1979)
- Musica per otto na orkiestrę (1979)
- Solo e tutti na smyczki (1979)
- Musica per archi (1979)
- Musica da camera na 8 instrumentów (1979)
- Koncert na klarnet i orkiestrę (1980)
- Mały koncert klasyczny na flet (lub obój) i zespół instrumentalny (1981)
- Mała suita szamotulska na fortepian i zespół instrumentalny (1981)
- Temat z wariacjami na flet i smyczki (1981)
- Suita na orkiestrę smyczkową (1981)
- Dwie humoreski na flet (lub obój), fagot i zespół kameralny (1981)